# Sensation Comics
Sensation Comics (dt. Sensationscomics, sensationelle Comics) ist der Titel eines Comicmagazins, das der US-amerikanische Verlag DC Comics von 1942 bis 1952 veröffentlichte.

## Inhalte der Sensation Comics
Das Hauptfeature des Magazins, das 116 Ausgaben erreichte, war die von William Moulton Marston geschaffene Reihe Wonder Woman, die von einer in der Gegenwart des 20. Jahrhunderts agierenden griechischen Amazone handelt. Andere Features, die das Magazin im Laufe der Zeit beinhaltete waren die Reihen The Black Pirate, The Gay Ghost, Mr. Terrific, Wildcat, Sargon the Sorcerer, Hal Mason, The Whip, The Atom, Little Boy Blue, Hop Harrigan, Romance, Inc., Lady Danger, Doctor Pat und Astra. Während des Zweiten Weltkrieges fungierte die Reihe unter anderem zu propagandistischen Zwecken, indem die Protagonisten der verschiedenen in Sensation Comics enthaltenen Einzelreihen in den Kampf gegen die deutschen Nationalsozialisten und die Vertreter des japanischen Militärfaschismus traten und insbesondere unter Durchbrechung der sogenannten Vierten Wand – die die innerhalb der fiktiven Welt einer Geschichte existierenden Charaktere normalerweise von den in der realen Welt existierenden Lesern dieser Geschichte trennt – sich ausnahmsweise direkt an diese wenden ließ, um zum Kauf von Kriegsanleihen aufzurufen.

## Umbenennung des Magazins 1952
Mit Ausgabe #107 wurde die Mystery-Reihe Johnny Peril zum Hauptfeature des Blattes erhoben. Ab der Ausgabe #110 wurde der Titel der – inzwischen auflagenmäßig ins Schwächeln geratenen – Reihe in Sensation Mystery geändert, um den veränderten Themenschwerpunkt auch nach außen deutlich zu machen. Nachdem auch diese inhaltliche Neuorientierung den Sensation Comics keine nennenswert besseren Verkaufszahlen einbrachte, wurde die Serie mit Ausgabe #116 eingestellt.